# Sharpay Evans
Sharpay Evans là một trong các nhân vật chính của bộ phim High School Musical do Ashley Tisdale thủ vai.
Đây là 1 nhân vật đầy lòng đố kị, nóng tính, kiêu căng, không chịu thua ai về lĩnh vực âm nhạc từ thời... mẫu giáo. Nhưng trong sâu thẳm trái tim là một cô bé tốt bụng, vô tư và rất đỗi trẻ con và wan tâm đến mọi người.
Sharpay có 1 em song sinh tên là Ryan Evans (Lucas Grabeel đóng) là một cậu em yêu âm nhạc như chị mình và nhảy rất giỏi, Ryan luôn song ca cùng chị Sharpay trong các cuộc thi nhưng trong phần 2, Ryan đã bị "đá đít" do bà chị của mình đã "dụ dỗ" được Troy song ca với mình.
Sharpay có 1 "kẻ thù" vô cùng dễ thương và tài giỏi: Gabriella Montez (Vanessa Anne Hudgens đóng), đây là một cô nàng vô cùng xinh đẹp,hơn thế học toán cực đỉnh và là người trong mộng của Troy Bolton(Zac Efron).
Trong season 2 của bộ phim The suite life of Zack & Cody, nhân vật Maddie do Ashley Tisdale đóng bỗng dưng trở nên nóng tính(nhưng vẫn giữ được nét dệ thương, ngộ nghĩnh, trong sáng rất riêng và cá tính) cũng do ảnh hưởng từ vai Sharpay Evans.
Không thua kém 2 nhân vật chính là Troy Bolton và Gabriella Montez nhân vật Sharpay Evans như một đòn bẩy giúp nâng cao tên tuổi Ashley Tisdale.